# Marcelo Mixirica
Marcelo Florentino Soares "Mixirica" é um ciclista de ultra distância brasileiro nascido em São Paulo. É conhecido por ter feito p trajeto de bicicleta em menor tempo entre o Norte e o Sul do Brasil duas vezes seguidas - a primeira em 57 dias e a segunda em 45 dias, bem como por ter participado em edições da Race Across America, Red Bull Trans-Siberian e Bikingman Brazil.